# Lead the way / LA'booN
Singles de T-ara
Kioku ~Kimi ga Kureta Michishirube~
(2013)
Lead the way / LA'booN est le 9e single japonais du groupe T-ara, sorti le 5 mars 2014 au Japon. Il sort au format CD et CD+DVD avec une version pour chaque membre. Il arrive 8e à l'Oricon. Il se vend à 12 688 exemplaires la première semaine et reste classé 6 semaines pour un total de 16 399 exemplaires vendus pendant cette période. Les deux pistes se trouvent sur l'album Gossip Girls.

## Liste des titres
| 1. | Lead the way |  |
| 2. | LA'booN      |  |

| 1. | Lead the way (PV)        |  |
| 2. | Lead the way (Making of) |  |

| 1. | Lead the way (PV Eun Jung ver.) |  |

| 1. | Lead the way (PV Ji Yeon ver.) |  |

| 1. | Lead the way (PV So Yeon ver.) |  |

| 1. | Lead the way (PV Boram ver.) |  |

| 1. | Lead the way (PV Qri ver.) |  |

| 1. | Lead the way (PV Hyo Min ver.) |  |

| 1. | Lead the way (PV Eun Jung ver.) |  |
| 2. | Lead the way (PV Ji Yeon ver.)  |  |
| 3. | Lead the way (PV So Yeon ver.)  |  |
| 4. | Lead the way (PV Boram ver.)    |  |
| 5. | Lead the way (PV Qri ver.)      |  |
| 6. | Lead the way (PV Hyo Min ver.)  |  |